# إنتف الثالث
إنتف الثالث، (بالإنجليزية: Intef III)، هو ملك فرعوني في الأسرة الحادية عشر في مصر القديمة، خلال الفترة الانتقالية الأولى (2072 - 2064 ق.م).

## حكمه
مكث في حكم البلاد فترة 8 سنوات. من الفترة 2069-2061 قبل الميلاد. تولى العرش بعد والده إنتف الثاني. بعد موته تولى إبنه منتوحوتب الثاني الحكم. دُفِن في جبانة طيبة الغربية في مكان بين مقبرة والده ومقبرة إبنه.